# Muriel Barbery
Muriel Barbery fr: myriɛl barberi, (ur. 28 maja 1969 w Casablance) – francuska pisarka.
Jej druga powieść, Elegancja jeża (2006), do kwietnia 2009 została sprzedana we Francji w 1,2 mln egzemplarzy. Została przetłumaczona na 39 języków (w tym na język polski) i otrzymała kilka nagród, m.in. Prix des libraires (2007).

## Publikacje
- Une gourmandise, 2000, ISBN 2-07-075869-9.
- L'Élégance du hérisson, 2006, ISBN 2-07-078093-7 (wyd. pol. Elegancja jeża, 2008, tłum. Irena Stąpor, ISBN 978-83-7163-455-0).
- La vie des elfes, 2015[2]
- Un étrange pays, 2019[2]